# آردو تونجبویاجیان
آردو تونجبویاجیان (ارمنی: Արտո Թունչբոյաջյան؛ زادهٔ ۴ اوت ۱۹۵۷) یک موسیقی‌دان ارمنی‌تبار اهل ترکیه است.

## زندگی‌نامه
وی در ۴ اوت ۱۹۵۷ در استانبول به دنیا آمد.

## جوایز و افتخارات
وی برندهٔ جوایزی همچون هنرمند افتخاری جمهوری ارمنستان ، و چهره فرهنگی شایسته جمهوری ارمنستانشده‌است.